# Almindelig hyld
Almindelig hyld (Sambucus nigra) er en busk eller et op til otte meter højt træ, der i Danmark vokser i hegn, skov og krat. Grenene har tyk, hvid marv, som dog svinder væk og efterlader et hul i gamle grene. Blade og bark indeholder bitterstoffer, men ikke i så høj koncentration som hos den nært beslægtede druehyld. Hele busken er derfor giftig, bortset fra blomsterne, der sidder i flade halvskærme. De sorte bær kræver opkog før spisning.

## Beskrivelse
Almindelig hyld er et lille, løvfældende træ eller en stor busk. Væksten er kuplet med oprette hovedgrene og overhængende sidegrene. Barken er først grøn og glat med grove barkporer. Senere bliver den lysegrå, men stadig med korkporer. Gammel bark er grå og furet. Knopperne er modsatte, udspærrede, grove og violette.
Bladene er uligefinnede med ovale småblade, der har savtakket rand. Oversiden er mørkegrøn, mens undersiden er lysegrøn. Alm. hyld blomstrer i juni-juli, og blomsterne sidder samlet i flade halvskærme. De er små og flødehvide. Duften er sødt krydret. Frugterne er sorte stenfrugter ("bær"). Frøene spirer ukrudtsagtigt villigt.
Rodnettet består af tykke, kun svagt grenede, men vidt udbredte rødder. De genkendes let på lugten.
Højde x bredde og årlig tilvækst: 6 × 5 m (50 × 40 cm/år).

## Voksested
Almindelig hyld optræder i skovbryn og ved huse i Europa og Asien, hvor der er mineralrig og fugtig jord. Muligvis er planten indført til Danmark i oldtiden, og den er nu almindelig i det meste af landet i hegn, skov og krat. På Vorsø, som har været fredet og uforstyrret siden 1929, findes arten sammen med bl.a. abild, ahorn, ask, benved, bøg, almindelig røn, hassel, bævreasp, båndpil, fuglekirsebær, gråpil, hunderose, hvidpil, mirabel, navr, rødel, seljepil, slåen, spidsløn, stilkeg, storbladet elm og vortebirk

## Anvendelse
Hylden er hurtigtvoksende, skyggetålende og tåler frost og salt samt en del vind. Den gror bedst på frodig, eventuelt noget fugtig jord, men kan også vokse på kalkholdig sandjord. Den tåler beskæring godt. Den er velegnet både til den indre del af skovbryn og til vildt- og læ-beplantninger. Det er vigtigt, at det er udvalgte sorter af almindelig hyld, man planter, da de fleste selvsåede hyld ikke er hårdføre. De modne frugter er eftertragtede af fugle.
Hyld er en gammel lægeplante. Afkog af blomsterne skulle virke feberstillende og sveddrivende, og bærrene hjælpe mod forkølelse og influenza. Blomsterne anvendes til hyldeblomstdrik og kan tillige spises, for eksempel dyppet i tynd dej, friturestegt og drysset med flormelis. Bærrene, der også anvendes til saft og suppe, har et højt indhold af A- og C-vitamin.
I gamle dage hed det sig, at gudinden Freja (senere kendt som hyldemor) boede i hylden, og fældede man hylden ved sit hus uden at plante en ny, var det med risiko for, at ulykker ville ramme én.

## Varieteter
I haverne findes denne varietet:
- Fligetbladet hyld (Sambucus nigra var. laciniata), persillehyld.

## Galleri
|  |  |  |
|  |  |  |